# 田瓊
田瓊（14世紀—15世紀），字廷珮，湖廣荊州府松滋縣人，明朝政治人物。

## 生平
田瓊是宣德十年（1435年）乙卯科湖廣鄉試舉人，授揚州府教授，學識豐富，善於啟迪後進，尤其著意寒士，被提拔者後皆知名。

## 引用
1. 1 2  同治《松滋縣志·卷九·人物志》：田瓊，字廷珮，以童子登宣德乙卯鄉科，官揚州教授，富學殖善啟迪，尤加意單寒，被獎拔者後皆知名，田氏世以文學顯久而弗替，瓊實基之。